# Konrad Saenger
Konrad Theodor Saenger (* 19. Februar 1869 in Königswinter; † 25. April 1945 in Berlin) war ein deutscher Statistiker.

## Leben

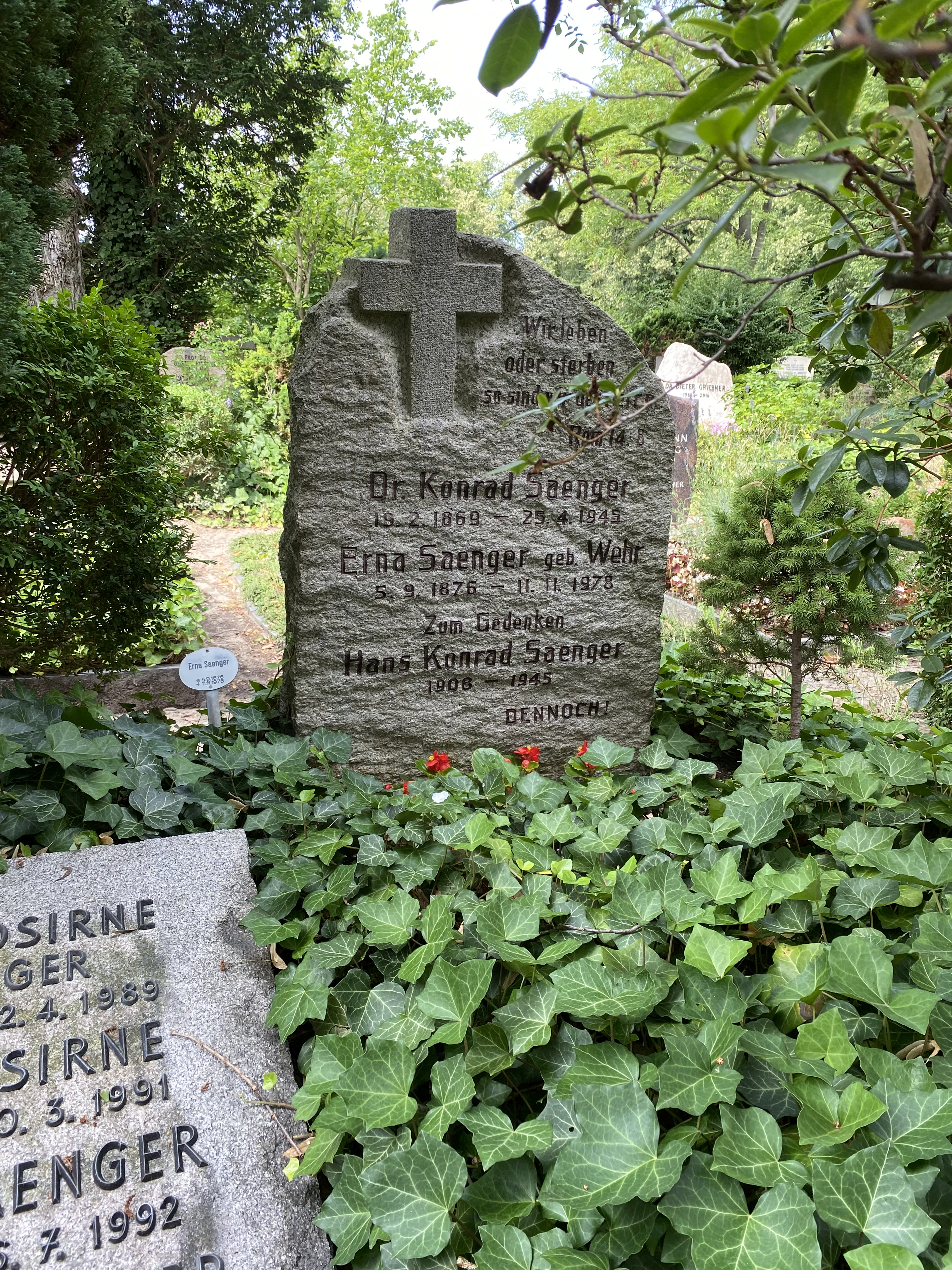
Grabstätte auf dem St.-Annen-Kirchhof

Konrad Saenger wurde als Sohn des evangelischen Pfarrers Emil Saenger und dessen Ehefrau Maria, geb. Wehr, in Königswinter geboren. Ab 1880 besuchte er das Königl. Gymnasium zu Neuwied, wo er 1887 das Abiturexamen bestand. Saenger studierte zunächst zwei Semester Theologie in Greifswald, danach Rechts- und Staatswissenschaften in Berlin, Bonn und Leipzig. Bereits 1891 wurde er in Leipzig zum Dr. phil. promoviert. Während seines Studiums wurde er Mitglied beim Verein Deutscher Studenten Berlin.
Danach trat er in den preußischen Staatsdienst ein: Er begann seine Beamtenlaufbahn in Danzig, die ihn schließlich nach Berlin als Geheimer Regierungsrat, später als Vortragender Rat in das preußische Ministerium des Innern führte. 1914 wurde er Nachfolger von Georg Evert als Präsident des Königlich Preußischen Statistischen Landesamtes. Nach Ausrufung der Republik blieb er Präsident der nun Preußisches Statistisches Landesamt genannten Behörde, bis die Nationalsozialisten das Amt 1934 auflösten. Saenger war damit der letzte Präsident einer 129 Jahre alten Traditionsbehörde.
Saenger war verheiratet mit Erna geb. Wehr, aus westpreußischer Gutsherrenfamilie. Das Ehepaar hatte sechs überlebende Kinder. Erna Saenger schrieb mit über neunzig Jahren ihre Lebenserinnerungen Geöffnete Türen.
Konrad Saenger starb am 25. April 1945 während der Schlacht um Berlin beim Artilleriebeschuss der Stadt unweit seines Hauses in Berlin-Dahlem durch Granatsplitter. Er wurde auf dem St.-Annen-Kirchhof beigesetzt.

## Werke
- Die englische Rentenschuld und die letzte Conversion derselben. Stuttgart: Union deutsche Verlagsanstalt 1891
- Die Verfassung des Deutschen Reichs vom 11. August 1919. Berlin: Elsner 1920
- Das Preußische Statistische Landesamt 1805–1934. Ein Nachruf. In: Allgemeines Statistisches Archiv, Band 24, 1934/35, S. 445–460